# Villacreces
Villacreces egy elhagyott, elnéptelenedett település az észak-spanyolországi Kasztília és León autonóm közösségben. Ez volt az első falu, amelyet a Tierra de Campos nevű régióban lakói elhagytak a 20. század során.

## Története
A település már a középkorban is létezett: ekkor a sahagúni kolostor birtoka volt, majd a 15. században az Enríquez család birtokolta. A 19. században megjelent Diccionario geográfico y estadístico de España y Portugal című enciklopédiában Villacruces néven szerepel, és megemlítik róla, hogy termékeny földek között fekszik, 50 birtokosa és 160 lakója van, és rendelkezik plébániával és egy kórházzal is.
Az 1950-es népszámlálás során még 130 lakót írtak össze, akik többségében gabona-, zöldség- és szőlőtermesztésből, valamint juhtenyésztésből éltek. Utolsó lakói 1981-ben hagyták el: ekkor még mintegy 30 ház és 50 pince állt a településen. Ezekből mára csak a romok maradtak meg.

## Leírás
A település maradványai Valladolid tartományban találhatók egy kis dombon, a Sequillo és a Valderaduey patakok között. Közigazgatásilag Santervás de Campos községhez tartozik. Aszfaltozott út nem vezet hozzá, csak földutakon közelíthető meg. Az itteni házak vályogból, döngölt földből és téglából épültek.
A 21. század első negyedében még jól kivehetően látszott az egykori település főutcája, néhány pince, a Mária Mennybemenetele-templom, illetve egy mudéjar stílusú, Garcia Muñoz által tervezett torony, amely egykor a Szent Ciprián-templomhoz tartozott. Ez a 16. században épült. A templom később nagyrészt elpusztult, építőanyagának egy részét a közeli Arenillas de Valderaduey település templomának felújításához hordták el.

## Képek

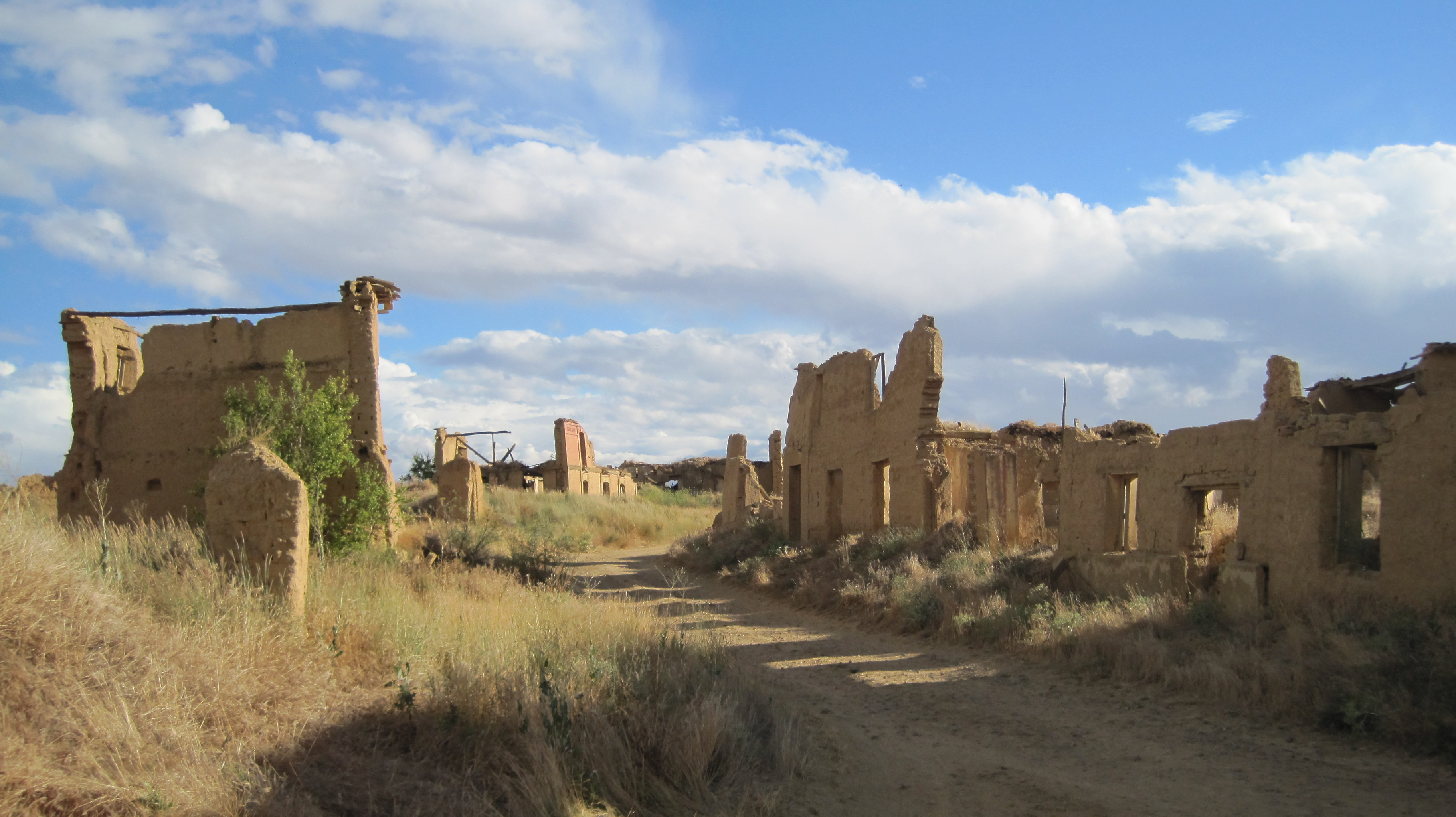
A település maradványainak látképe
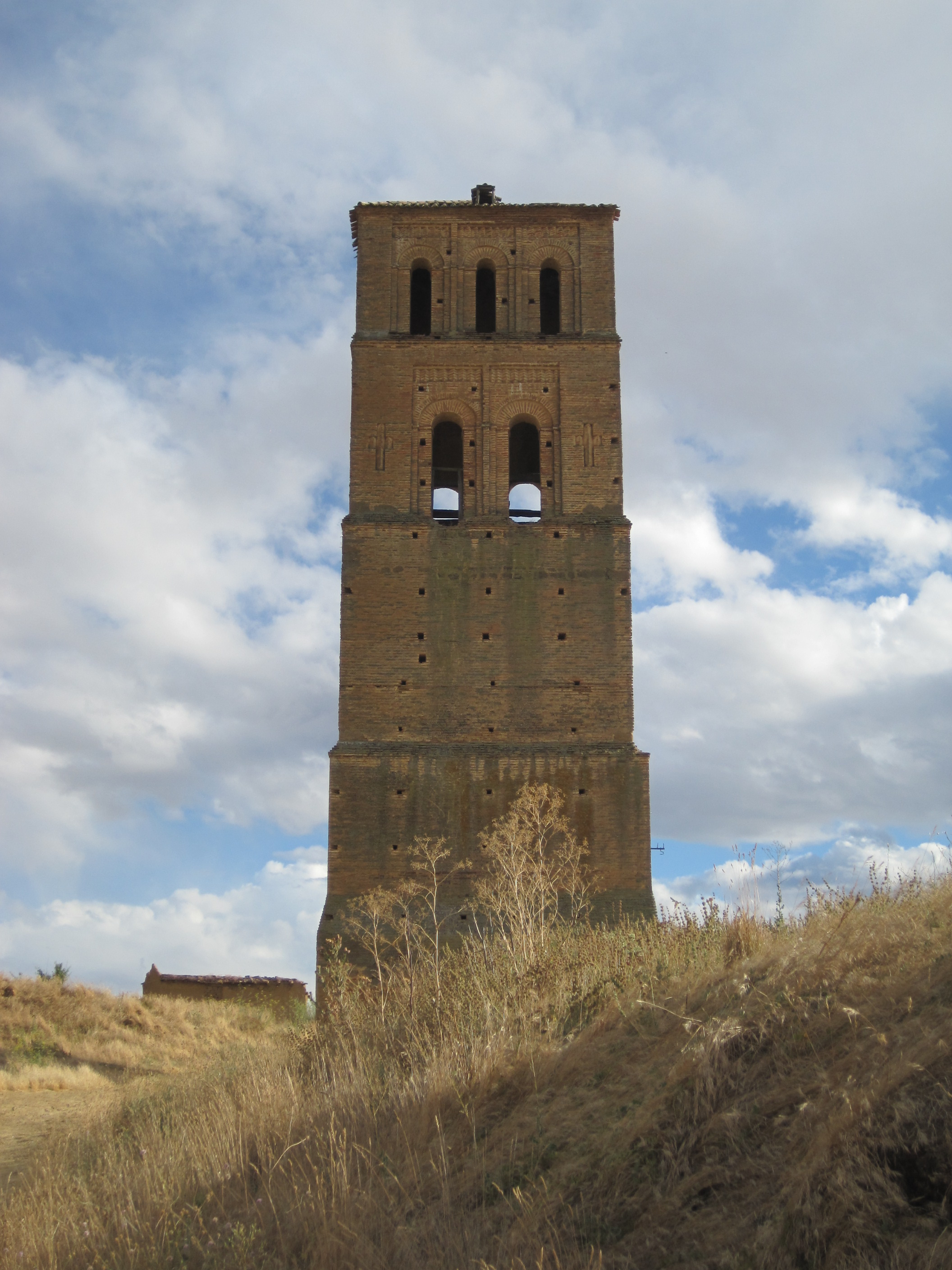
A Szent Ciprián-templom tornya
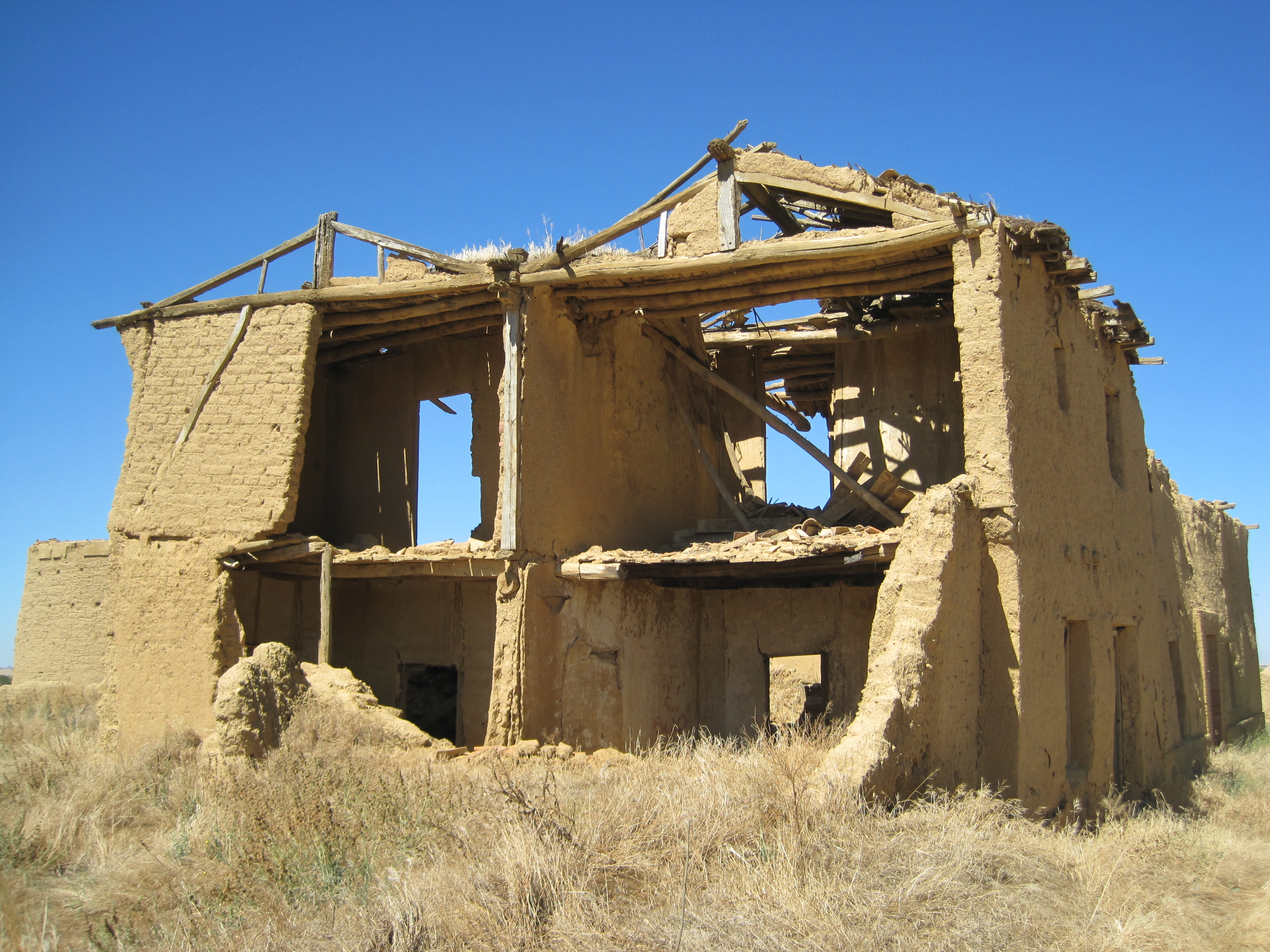
Félig elpusztult épület
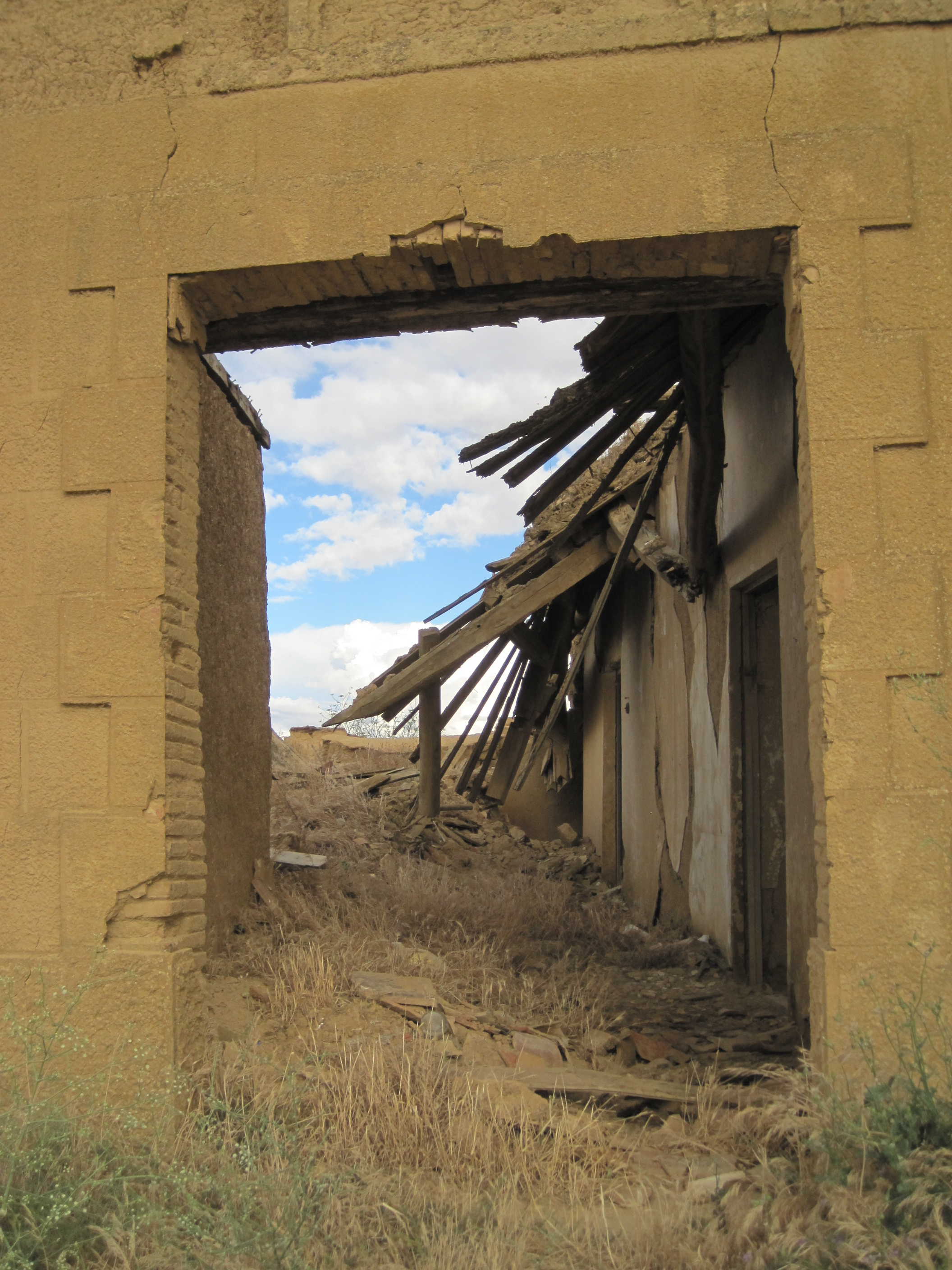
Részlet